# Кобильниця (гміна)
Гміна Кобильниця (пол. Gmina Kobylnica) — місько-сільська гміна у північній Польщі. Належить до Слупського повіту Поморського воєводства. Адміністративний центр — місто Кобильниця.
Станом на 31 грудня 2011 у гміні проживало 10755 осіб.

## Територія
Згідно з даними за 2007 рік площа гміни становила 244.95 км², у тому числі:
- орні землі: 60.00%
- ліси: 30.00%

Таким чином, площа гміни становить 10.63% площі повіту.

## Населення
Станом на 31 грудня 2011:
| Опис     | Загалом | Загалом | Чоловіки | Чоловіки | Жінки | Жінки |
| -------- | ------- | ------- | -------- | -------- | ----- | ----- |
| одиниця  | осіб    | %       | осіб     | %        | осіб  | %     |
| все      | 10755   | 100     | 5439     | 50.57    | 5316  | 49.43 |
| міське   | 0       | 100     | 0        |          | 0     |       |
| сільське | 10755   | 100     | 5439     | 50.57    | 5316  | 49.43 |

## Сусідні гміни
Гміна Кобильниця межує з такими гмінами: Дембниця-Кашубська, Кемпіце, Постоміно, Славно, Слупськ, Тшебеліно.